# Tânia Spindler
Tânia Regina Spindler de Oliveira (Palotina, 10 de abril de 1977) é uma atleta brasileira, na modalidade de marcha atlética. Participou dos Jogos Olímpicos de 2008.

## Biografia
Iniciou-se no atletismo em 1990, na cidade de Goioerê. É casada com Irineu Teixeira de Oliveira, seu treinador desde 1990.
Detém os seguintes recordes:
- 20 km marcha atlética, rua: 1h33,23
- 20 km marcha atlética, pista: 1h38:49,26
- 10 km marcha atlética, pista: 46:39,75
- 10 km marcha atlética, rua: 45:55

Desde outubro de 2007, é atleta da Rede Atletismo/Fundação Aquarela.